# Лащёнова, Наталья Васильевна
Ната́лья Васи́льевна Лащёнова (16 сентября 1973, г. Елгава, Латвийская ССР, СССР) — советская гимнастка, олимпийская чемпионка, чемпионка мира, заслуженный мастер спорта СССР (1988).

## Спортивные достижения
Олимпийские игры
| Год  | Абсолютное | Командное | Опорный прыжок | Брусья | Бревно | Вольные упражнения |
| ---- | ---------- | --------- | -------------- | ------ | ------ | ------------------ |
| 1988 | 5          | 1         | 4 (кв.)        | 9      | 9      | 5 (кв.)            |

Выступления на чемпионатах мира и первенствах СССР:
| Год  | Первенство     | Абсолютное | Командное | Опорный прыжок | Брусья | Бревно | Вольные упражнения |
| ---- | -------------- | ---------- | --------- | -------------- | ------ | ------ | ------------------ |
| 1988 | Чемпионат СССР | 16         |           | 1              | 6      |        | 1                  |
| 1988 | Кубок СССР     | 3          |           |                |        |        |                    |
| 1989 | Чемпионат мира | 2          | 1         | 4              |        |        |                    |
| 1989 | Чемпионат СССР | 1          |           |                |        |        |                    |
| 1990 | Чемпионат СССР | 3          |           |                |        |        |                    |

## Биография
Окончила специализированную школу олимпийского резерва (Рига). Выступала за ВС (Рига).
Чемпионка Олимпийских Игр 1988 г. в командном первенстве. В личном многоборье заняла 5-е место. Чемпионка мира 1989 г. в командных соревнованиях. Чемпионка СССР 1988 г. в опорных прыжках и в вольных упражнениях. Впервые в мире исполнила уникальные для спортивной гимнастики элементы — двойной бланш на соскоке с бревна и тройное сальто назад в группировке на вольных.
В 1990 году Наталья не выступала из-за травмы. В 1991 году, после распада Советского Союза, Латвия, где жила Наталья Лащёнова, не могла конкурировать с большинством бывших советских республик и выставить свою команду на Летние Олимпийские игры 1992. Поэтому она решила завершить свою спортивную карьеру. После этого она эмигрировала в США, где сейчас живёт и тренирует в г. Мэрисвилл (штат Огайо).